# Bürgermeisterei Haan
Die Bürgermeisterei Haan war im 19. Jahrhundert eine Bürgermeisterei im Kreis Elberfeld der preußischen Rheinprovinz. Sie ging aus Teilen der mittelalterlichen bergischen Herrschaft Schöller, des Amtes Mettmann und des Amtes Solingen hervor, die 1806 unter den Franzosen aufgelöst und als Mairie Haan dem Kanton Velbert zugeordnet wurden. Unter Preußen wurde die Mairie Haan in die Bürgermeisterei Haan umgewandelt.

## Hintergrund und Geschichte
Das Herzogtum Berg gehörte zuletzt aufgrund von Erbfällen zum Besitz Königs Maximilian I. Joseph von Bayern. Am 15. März 1806 trat er das Herzogtum an Napoleon Bonaparte im Tausch gegen das Fürstentum Ansbach ab. Dieser übereignete das Herzogtum an seinen Schwager Joachim Murat, der es am 24. April 1806 zusammen mit den rechtsrheinischen Grafschaften Mark, Dortmund, Limburg, dem nördlichen Teil des Fürstentums Münster und weiteren Territorien zu dem Großherzogtum Berg vereinte.
Bald nach der Übernahme begann die französische Verwaltung im Großherzogtum neue und moderne Verwaltungsstrukturen nach französischem Vorbild einzuführen. Bis zum 3. August 1806 ersetzte und vereinheitlichte diese Kommunalreform die alten bergischen Ämter und Herrschaften. Sie sah die Schaffung von Départements, Arrondissements, Kantonen und Munizipalitäten (ab Ende 1808 Mairies genannt) vor und brach mit den alten Adelsvorrechten in der Kommunalverwaltung. Am 14. November 1808 war dieser Prozess nach einer Neuordnung der ersten Strukturierung von 1806 abgeschlossen, die altbergischen Honschaften blieben dabei häufig erhalten und wurden als Landgemeinden den jeweiligen Mairies eines Kantons zugeordnet. In dieser Zeit wurde die Munizipalität bzw. Mairie Haan als Teil des Kantons Mettmann im Arrondissement Düsseldorf geschaffen. Zu ihr gehörten neben dem Dorf Haan die altbergischen, zum Kirchspiel Haan zählenden Honschaften Oberhaan, Mittelhaan und Unterhaan, sowie die Honschaften Ellscheid, Millrath, Gruiten, Obgruiten und Schöller, die Kirchdörfer Gruiten und Schöller und das Kirchspiel Sonnborn.
1813 zogen die Franzosen nach der Niederlage in der Völkerschlacht bei Leipzig aus dem Großherzogtum ab und es wurde ab Ende 1813 unter provisorischer Verwaltung durch Preußen das Generalgouvernement Berg gebildet. 1815 übernahm Preußen durch die Beschlüsse des Wiener Kongreß endgültig die Macht im Rheinland. Mit Bildung der preußischen Provinz Jülich-Kleve-Berg 1816 wurden die vorhandenen Verwaltungsstrukturen im Großen und Ganzen zunächst beibehalten und unter Beibehaltung der französischen Grenzziehungen in preußische Landkreise, Bürgermeistereien und Gemeinden umgewandelt, die häufig bis in das 20. Jahrhundert Bestand hatten. Der Kanton Velbert wurde zum Kreis Mettmann (ab 1820 Kreis Elberfeld), die Mairie Haan wurde nach 1815 zur „Samtgemeinde Schöller“. Anfang der 1830er Jahre war wieder Haan Sitz der Bürgermeisterei.
1815/16 lebten 5.367 Einwohner in der Bürgermeisterei. Laut der Statistik und Topographie des Regierungsbezirks Düsseldorf besaß die Bürgermeisterei 1832 eine Einwohnerzahl von 7.367 die sich in 1.483 katholische, 5.875 evangelische und neun jüdische Gemeindemitglieder aufteilten. Die Wohnplätze der Bürgermeisterei umfassten zusammen fünf Kirchen, sechs öffentliche Gebäude, 935 Wohnhäuser, elf Fabriken und Mühlen und 686 landwirtschaftliche Gebäude.
1845 wurden aufgrund der Gemeinde-Ordnung für die Rheinprovinz vom 23. Juli 1845 die Honschaften der Bürgermeisterei in Landgemeinden umgewandelt. Nach Ausscheiden der Städte Elberfeld und Barmen als Kreisfreie Städte aus dem Kreis Elberfeld im Jahr 1860 wurde der Restkreis mit der Bürgermeisterei Haan wieder in Kreis Mettmann umbenannt.
1867 Jahr schied Sonnborn aus der Bürgermeisterei Haan aus und bildete eine eigene Bürgermeisterei. Am 3. Mai 1876 wurde die Landgemeinde Ellscheid in die Stadt Haan eingemeindet.
Das Gemeindelexikon für die Provinz Rheinland von 1888 gibt für die geschrumpfte Bürgermeisterei eine Einwohnerzahl von 6.680 an (4.862 evangelischen, 1.931 katholischen und 67 sonstig christlichen Glaubens), die in 135 Wohnplätzen mit zusammen 864 Wohnhäusern und 1.345 Haushaltungen lebten. Die Fläche der Bürgermeisterei (1.956 ha) unterteilte sich in 1.282 ha Ackerland, 167 ha Wiesen und 147 ha Wald.
Im Oktober 1890 beschloss die Bürgermeistereiversammlung, dass Haan ohne die Landgemeinden Millrath, Obgruiten, Schöller und Gruiten das Stadtrecht beantragen sollte. Am 6. Dezember 1892 beschloss der Rat, eine Petition beim Provinziallandtag zu überreichen und zu bitten „sich für die Verleihung der Städte-Ordnung auszusprechen und bei der Königlichen Regierung die Verleihung der selben beantragen zu wollen“. Die Teilung wurde am 1. April 1894 durchgeführt, die Landgemeinden Gruiten, Millrath, Obgruiten und Schöller wurden aus der Bürgermeisterei Haan herausgelöst und zur Bürgermeisterei Gruiten zusammengefasst. Zugleich wurde die Gemeinde Obgruiten in die Gemeinde Gruiten eingemeindet.
Die Verleihung des Stadtrechts verzögerte sich jedoch bis 1921.